# Palicourea crystallina
Palicourea crystallina är en måreväxtart som beskrevs av Charlotte M. Taylor. Palicourea crystallina ingår i släktet Palicourea och familjen måreväxter. Inga underarter finns listade i Catalogue of Life.